# Rue Dancourt
La rue Dancourt est une voie du 18e arrondissement de Paris, en France.

## Situation et accès
La rue Dancourt est une voie publique située dans le 18e arrondissement de Paris. Elle débute au 98, boulevard de Rochechouart et se termine au 1, villa Dancourt.

## Origine du nom

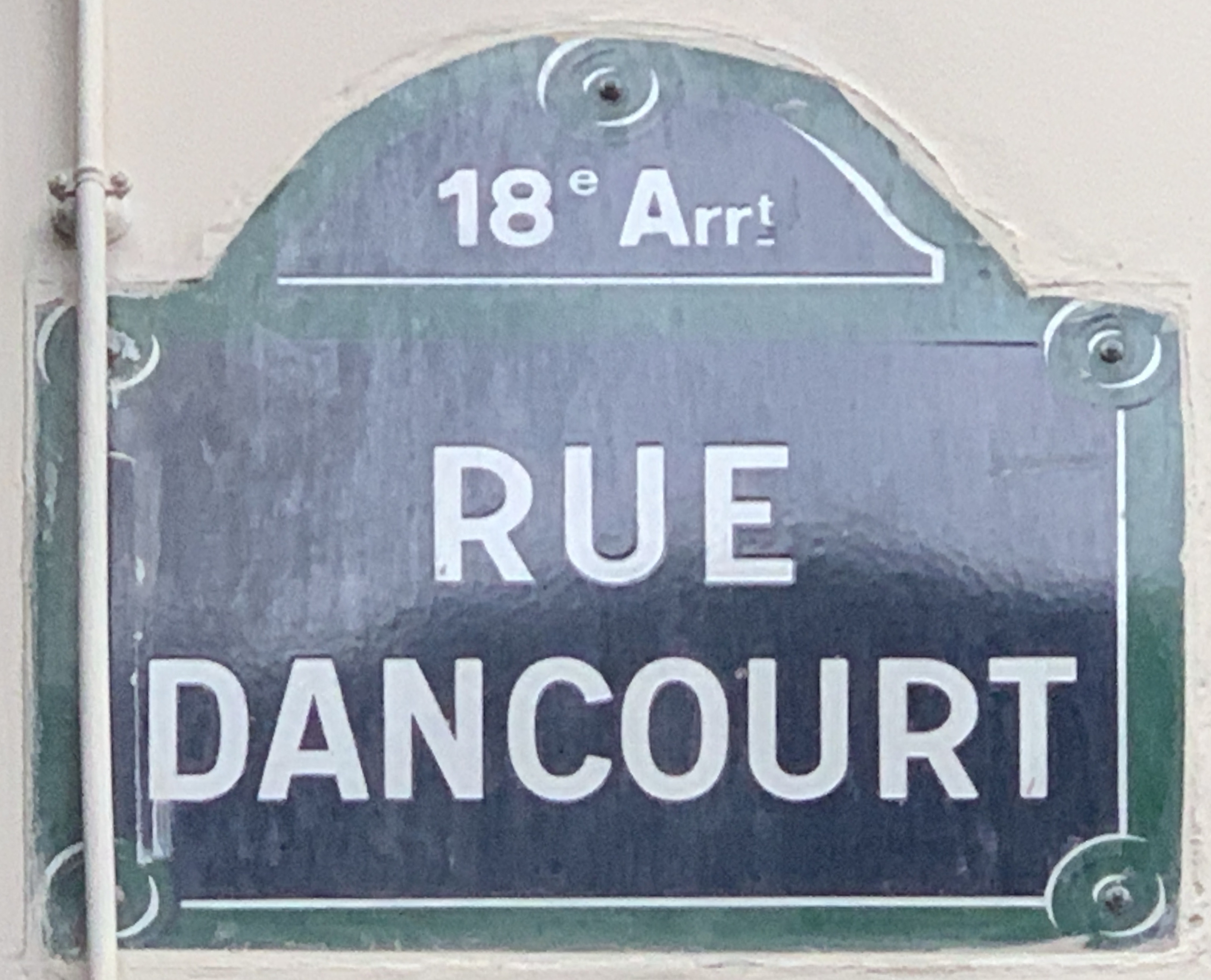
Plaque de la rue.

La rue porte le nom de Florent Carton dit Dancourt, acteur et auteur dramatique français né à Fontainebleau le 1er novembre 1661 et mort à Courcelles-le-Roi le 6 décembre 1725.

## Historique
Cette voie est indiquée sur le plan cadastral de la commune de Montmartre dressé en 1825 sous le nom de « rue du Théâtre » ; elle prend le nom de « rue Dancourt » en 1869.